# Ducat de Rubí
El ducat de Rubí és un títol nobiliari concedit el 29 d'octubre de 1920 pel rei Alfons XIII a favor de Valerià Weyler i Nicolau, I marquès de Tenerife.
Valerià Weyler i Nicolau, va ser, com a militar, capità general de les Canàries, Cuba, Filipines i Catalunya. També, com a polític, va ser Ministre de la Guerra. Se li va atorgar la Gran Creu del Mèrit Militar, Sant Hermenegild, Maria Cristina, Carles III, etc. i va rebre la Creu Llorejada de Sant Ferran, màxima condecoració de l'estament militar. El 12 d'octubre de 1887, havia estat creat I marquès de Tenerife. Com a capità general de les Canàries, de 1878 a 1883, va impulsar la construcció de l'edifici de la Capitania General de Canàries en Santa Cruz de Tenerife, i la construcció del Govern Militar a Las Palmas de Gran Canaria.
La denominació del títol fa referència a la batalla de la Lloma del Rubí, a l'illa de Cuba, durant la Guerra dels Deu Anys.

## Ducs de Rubí
|                         | Titular                              | Període                 |
| Creació por Alfons XIII | Creació por Alfons XIII              | Creació por Alfons XIII |
| ----------------------- | ------------------------------------ | ----------------------- |
| I                       | Valerià Weyler i Nicolau             | 1920-1930               |
| II                      | Fernando Weyler Santacana            | 1930-1931               |
| III                     | Valerià Weyler i López de Puga       | 1931-1986               |
| IV                      | Valerià Weyler i González de Arregui | 1986-actual titular     |

## Història dels ducs de Rubí
- Valerià Weyler i Nicolau (1838-1930), I duc de Rubí, I marquès de Tenerife.

1. Casà amb Teresa Santacana i Bargallo. Li va succeir el seu fill:

- Valerià Weyler i Santacana (1887-), II duc de Rubí, II marquès de Tenerife.

1. Casà amb María López de Puga i Martínez. Li va succeir el seu fill:

- Valerià Weyler i López de Puga (1887-), III duc de Rubí.

1. Casà amb María Teresa González Arregui. Li va succeir el seu fill:

- Valerià Weyler i González Arregui, IV duc de Rubí.